# Kluane Nemzeti Park
A Kluane Nemzeti Park (angolul Kluane National Park and Reserve, franciául Parc national et réserve de parc national de Kluane) Kanada Yukon területének délnyugati sarkában fekszik. 1976-ban alapították 22 013 km² területen. Itt található a Saint Elias-hegység és Kanada legmagasabb hegycsúcsa, az 5959 méter magas Mount Logan.
Neve az őslakosok nyelvén annyit jelent: sok hal helye. A számtalan friss vizű folyóról és patakról a magas hegyekre lezúduló rengeteg hó és a kb. 4000 lassan lecsúszó és olvadó gleccser gondoskodik. A park Kanada északi részének növényfajokban leggazdagabb területe. A parti részek, a hegyek, a prérik és sztyeppék jellegzetes növényeiből álló társulások vizsgálhatóak nagyrészt háborítatlan élőhelyükön. Mintegy 150 madárfaj – mely közül 118 a park területén fészkel – találja meg itt életfeltételeit, többek között északi csérek, fehérfarkú hófajdok, szirti sasok. A szomszédos védett területeknél itt nagyobb a ritka alaszkai vadjuh sűrűsége. A grizzlyk nagy száma miatt (eléri a 600-at) a stopposok figyelmét külön óvintézkedésekre hívják fel.
A park a szomszédos, Alaszkában fekvő Wrangell–Saint Elias Nemzeti Parkkal együtt geomorfológiailag, tektonikailag aktív terület, a csendes-óceáni lemez itt csúszik a vékonyabb, könnyebb amerikai lemez alá. A Kluane-hegység a Wrangell-hegységhez hasonlóan vulkanikus eredetű. A nemzeti park egyik legkülönlegesebb látnivalója a Klutlan-gleccser. Ezt a területet több mint 1000 évvel ezelőtt egy vulkánkitörés vastag hamutakaróval takarta be, amely azóta beerdősült, s a gleccseren nagy emlősök, karibuk, jávorszarvasok élnek.